# Escatosos
|  | Per a altres significats, vegeu «capet (peix)». |

Els escatosos (Squamata) és l'ordre en termes evolutius més recent i més nombrós de rèptils. Les espècies d'aquest ordre es caracteritzen per la muda de la seva pell. La part superior de la mandíbula està unida rígidament al crani. Dins l'ordre dels escatosos s'inclou els següents subordres:
- Sauria (Llangardaixos, sargantanes, dragons…)
- Amphisbaenia (llangardaixos àpodes)
- Ophidia (Serps)